# Tridens (гриб)
Tridens — рід грибів. Назва вперше опублікована 1901 року.

## Класифікація
До роду Tridens відносять 2 види:
- Tridens elegans
- Tridens elegantissimus